# 臺南關帝殿
臺南關帝殿位於臺灣臺南市東區，舊稱關帝廳，因所在地而又稱後甲關帝殿（廳）、虎尾寮關帝殿（廳）:1。該廟歷史可追溯至明鄭時期，原本被暫列為三級古蹟，但在1985年因拆除舊廟加以改建，其古蹟資格遂遭撤銷:6。今貌大致為1988年重修後的結果。該廟原為官廟，但後來官員覺得出城參拜不便，且進入庄頭的道路狹小，遂在西定坊臺灣巡道署（今永福國小一帶）建立新的關帝廟（今八吉境關帝廳）。該廟的信仰圈轄境內有前甲顯明殿、前甲元祐宮、虎尾寮太子普安宮、後甲武聖宮、後甲北極殿、南聖宮、林聖宮（姓林角）七個角頭廟。

## 沿革

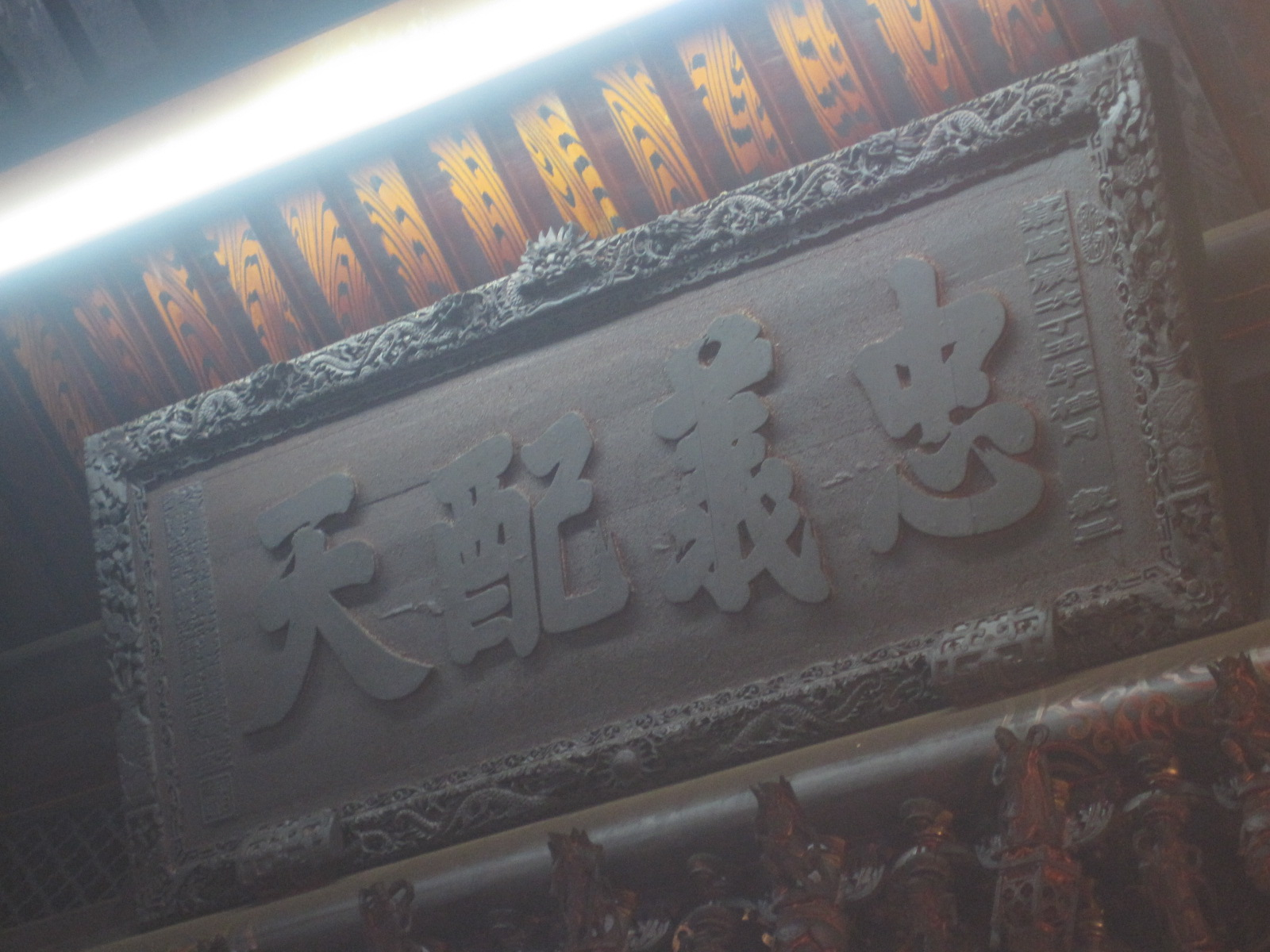
王得祿於重修時所捐之「忠義配天」匾額。

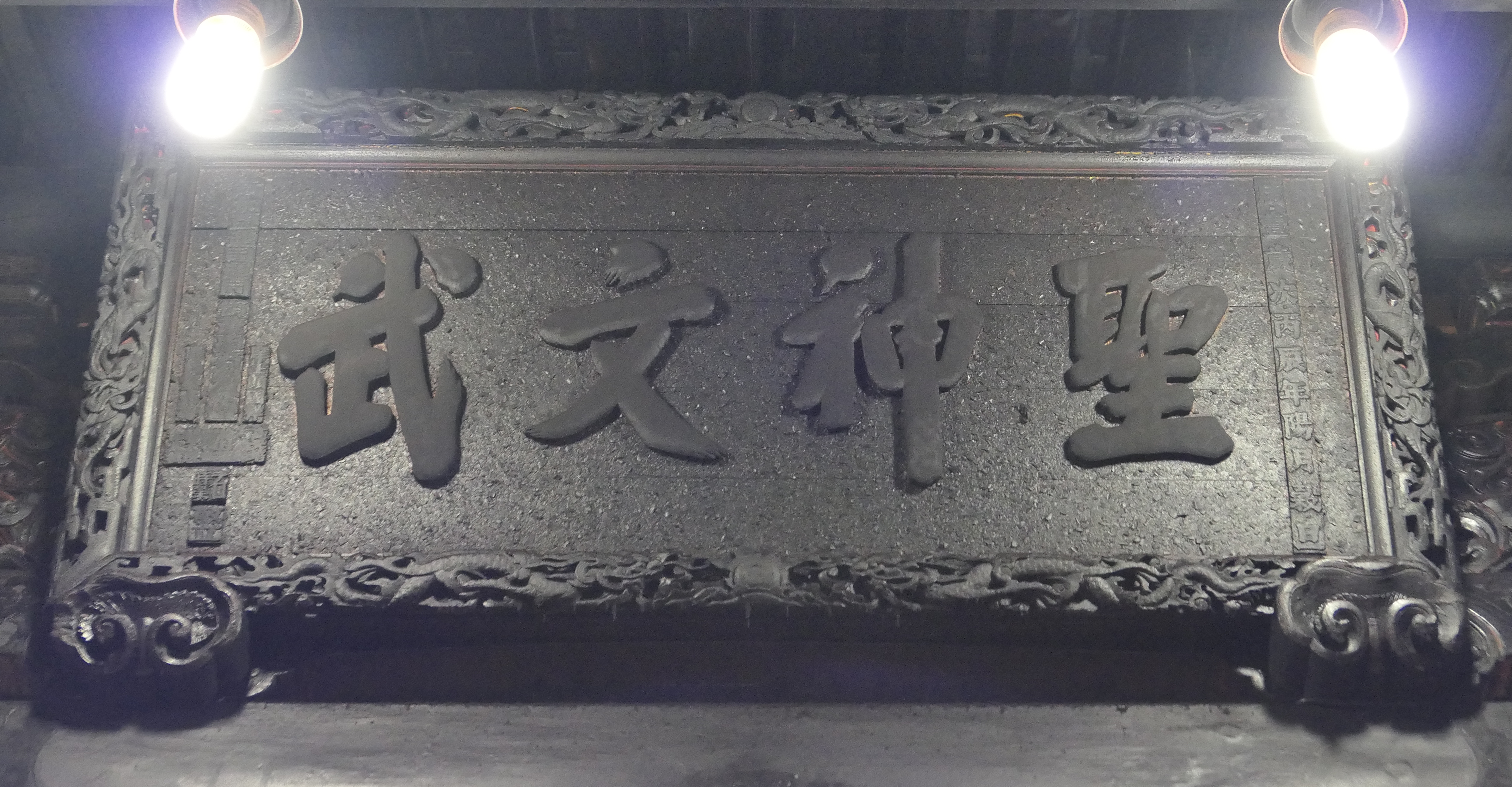
咸豐六年（1856年）「聖神文武」匾

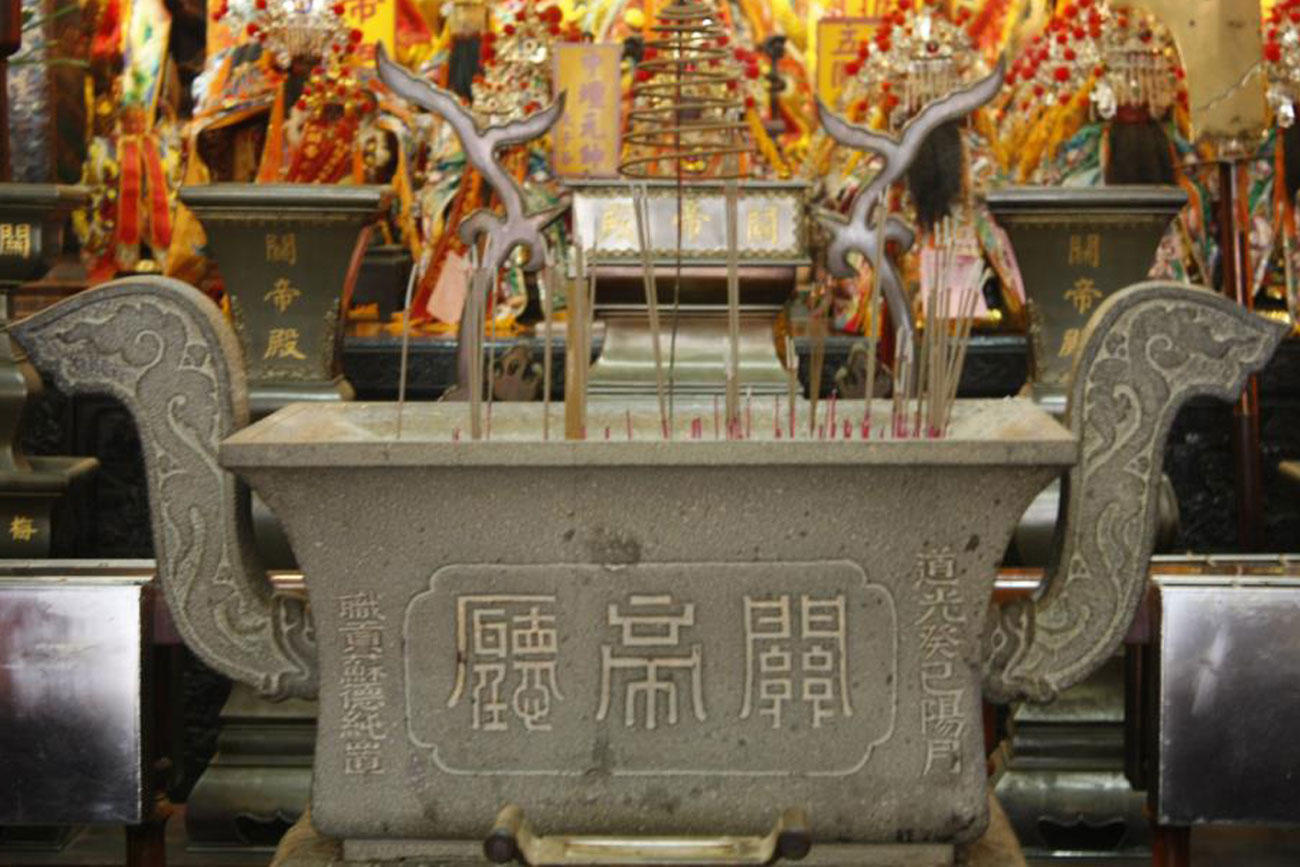
清道光十三年（1833年）製的香爐。

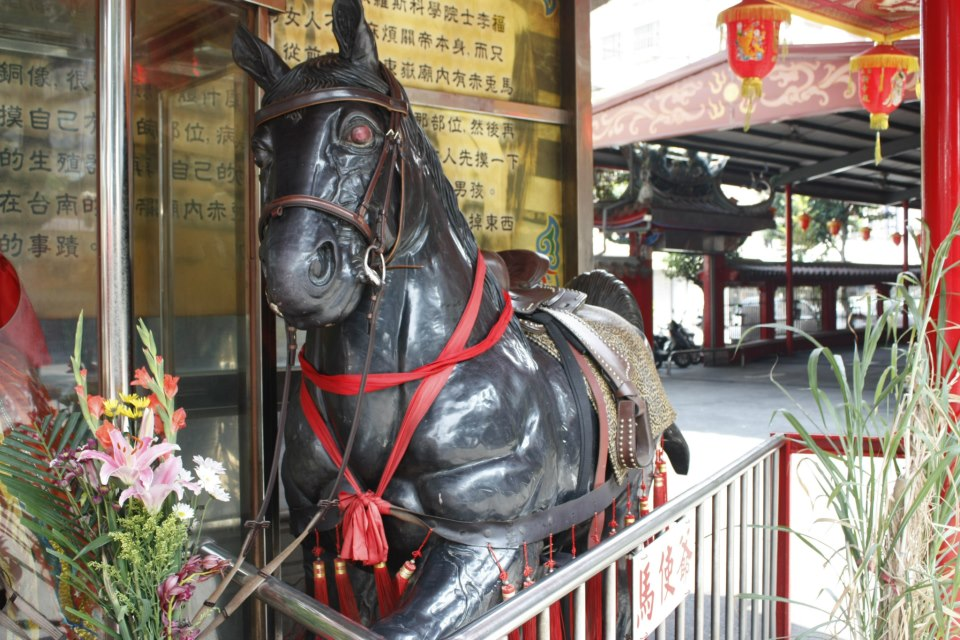
赤兔馬神像

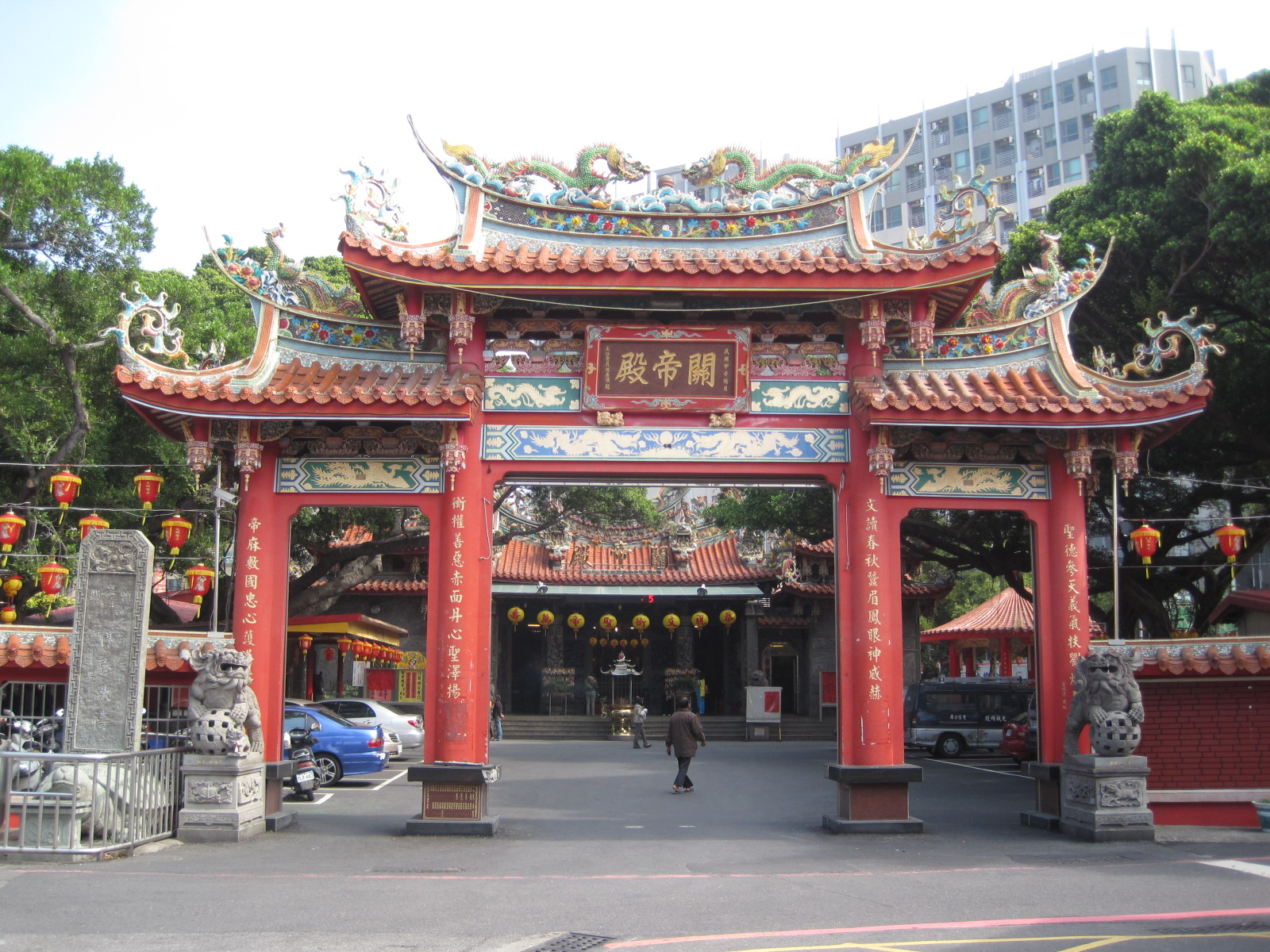
關帝殿牌樓

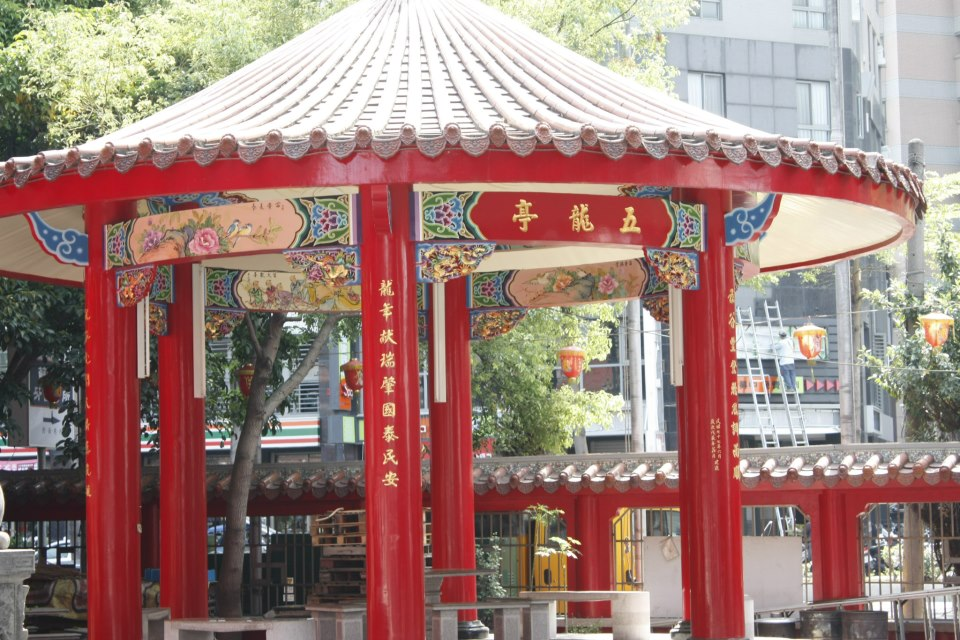
五龍亭

關帝殿舊稱關帝廳，據傳是明永曆年間某鄭氏部將在隨鄭經西征後，於撤回臺灣時自家鄉迎回關帝神像，在崁頂山保舍甲莊建廟奉祀後逐漸發展而成。最初該廟規模不大，但逐漸發展成昔日府城東門外各庄民信奉的廟宇:1。康熙五十九年（1720年）陳文達《臺灣縣志》則有提到：「關帝廟……一在保舍甲，偽時建。」:1。另外廟方出版的《臺南關帝殿》一書提到有創建於荷治時期的1644年的說法:1。
該廟原為官廟，據說曾由康熙年間的臺灣道陳璸頒賜寫有「停驂默禱」的下馬碑（已佚）:9，但後來官員覺得出城參拜不便，且進入庄頭的道路狹小，遂在西定坊臺灣巡道署（今永福國小一帶）建立新的關帝廟（今八吉境關帝廳），而該廟之後便交由地方管理。清嘉慶二十二年（1817年）時，王得祿曾集府城官紳之力予以整修，擴建為大廟，而後在嘉慶四十九年（1844年）、咸豐六年（1856年）、光緒七年（1881年）曾由境民集資加以整修:9:2。
進入日治時期後，關帝廳在1926年再次整修，並在正殿旁加蓋左側廂房:9，當時是由「管理」與「會計」的組合管理廟務。1930年，由前甲、後甲、關聖、虎尾寮四地各推派三名參事組成神明會管理廟務:17。二次大戰後，關帝廳於1946年進行屋頂整修，後來在1964年大修，更換屋頂木構架，左側廟室將基礎與柱樑改成鋼筋混凝土，屋頂仍為木構架:10，完工建醮時神明會主任委員改為許仙賜、副主委為李象，總務陳馬兼任爐主:17。而在1970年代，由張萬春擔任出納期間，經陳馬向軍方索回日治時期被佔用的廟產並取得16萬多的補償費後，廟方開拓了中華路夜市，並藉由攤位出租增加了不少收入，後來款項在1984年初用於向佃農收回農地:27。此外在1975年，臺南市舉辦觀光年活動，編定了一百多個古蹟並立牌解說，該廟被編為20號:27。

### 中華東路開闢與廟宇改建爭議
1970年代，臺南市開闢中華東路，卻在1979年1月施工到關帝廳附近時才發現關帝廳有部份建物位在道路預定地上，結果市政府有關單位多次以打通慢車道為由要求廟方拆除「佔用」道路的部份建物，但後來市府民政局已將該廟暫定為古蹟再加上廟方的陳情，工程一度中斷，後來於市長蘇南成任內以砍掉廟後榕樹的方式讓快車道部分先通車:27。
1982年5月文化資產保存法公佈，關帝廳被暫列為三級古蹟，但由於該廟仍有部份影響到中華東路慢車道交通，結果市政府又在1983年2月9日發函要求關帝廳拆除「佔用」部分:27。在此同時關帝廳又因為年久失修，屋頂破損，因此廟方亦有整修之議，但是在如何改建上有所爭議:28。當時關帝廳由李明通與陳慶飛兩人競選主任委員，兩人在建廟議題上意見分歧，李明通不贊成重建廟宇，陳慶飛主張重建，之後在1982年12月6日的信徒大會上，通過關帝廳管理委員會組織章程，由陳慶飛當選主任委員:29，但李明通成為首屆管委會的名譽主任委員:32。
1983年8月6日，召開信徒代表大會，會中代表一致認為廟宇有改建必要，但因被暫列為三級古蹟，必須先經市府文獻會核准後才能動工，此案暫時保留，於同年10月15日的信徒大會才做成改建案通過的決議，並組織重建籌備委員會，並決定下個月請示該廟文衡聖帝決定廟宇重建的形式與地點:33、34。經請示後，決定以「修建」為原則，甲子年農曆正月十六日動工，並於1984年1月16日信徒代表大會作成決議，而列席的市府文獻課課長郭春合則提醒如未依法申請報備，會依文化資產保存法移送法辦，故廟方會後向東區區公所民政課申請要「廟頂修繕」:34、35。然而因表件欠缺且計畫案內容粗糙，許可遲未順利取得，但廟方不以為意，以為只是換一換壞的木料而已，故仍雇工拆除屋頂，最後遭到勒令停工:35。之後廟方重新規劃，打算拆除左配殿後方與道路衝突的部份，前半段與正殿進行整修，並新建右配殿:36。
新規劃案於1985年8月通過後，設計師許漢珍發現廟牆大多是以土渣、泥漿、碎磚為材料砌成，且基座已損毀，此事告知委員後，開始有討論「重建」之議:39、52。期間一度有提議將舊廟直接往前搬移，但因磚牆基礎不穩而不成，也有提議要將廟埕榕樹砍掉後將廟宇位置前移後轉向中華東路的提議，最後在請示神明後，得到必須在不改變中軸、廟貌，不冒犯榕樹且避開騎樓線的情況下，儘可能利用舊材料將廟宇移前重建的結果:39。
1985年12月24日，關帝廳成立修建委員會，但實際上進行的是廟宇的重建工作，在背著市府的情況下，舊廟在兩天內被拆掉，堪用的舊料被留下來，臺南市政府發現後立即勒令停工，關帝廳則在1986年1月16日去函至東區區公所民政課說明:42、43。最後因舊廟不存，撤銷古蹟地位，而法律問題也在關帝廳主委陳慶飛請市長林文雄出面排解，文獻委員妥協下，未有人入罪，關帝廳也在失去古蹟地位後取得建照繼續重建，而後來廟宇有部份設計變更:46、52。
後來新建的關帝廳在1986年12月上樑，1987年6月8日（五月十三日）完工，之後於1988年6月24日（五月十一日）舉辦「謝土醮」並「入廟」:55、77:2。

### 改建之後
關帝廳改建之後，於1990年改名為「關帝殿」:1。而關帝殿積極提升服務品質，於2003年12月28日通過ISO 9001國際服務品質認證，2004年2月3日舉行授證:6。

## 建築
今天的關帝殿為鋼筋混擬土建築，中央面寬三開間，縱深三進，左右有廂房。而由於廟宇四周有圍牆，正面又立有牌樓作為入口，而有相當明確的領域感。牌樓右側有贔屭馱著的下馬碑，是2001年5月所立:7。石碑為花崗岩材質，原是光緒年間某武將的紀念碑，廟方清除原有文字後，仿古新刻成「停驂默禱」的下馬碑:9。
廟埕左邊有座五龍亭，藻井彩繪著七仙女，其中有托著酒壺、蟠桃、石榴者，象徵多福、多壽、多子:9。

## 祀神
該廟主祀關聖帝君，其神像分成大關聖帝君、二關聖帝君、三關聖帝君、境主關聖帝君（四關聖帝君）、五關聖帝君:18、25。其中大關聖帝君是鎮殿神像，三關聖帝君是關節可活動的軟身神像，而境主關聖帝君和五關聖帝君則是開基神像:18、25。大關聖帝君右側供奉著文昌帝君，神龕前方則有關平與周倉:25。而左神龕供奉著註生娘娘與婆姐，右神龕則供奉福德正神:16、17。此外正殿神案底下，則供奉有虎爺:17。
而在廟埕右側，供奉著赤兔馬神像:95。該神像原本被供奉在右廟室中:95。

## 官方網站
- 台南關帝殿官方網站 （页面存档备份，存于）